# 織繪可南子
織繪可南子（日语：織絵可南子，おりえ かなこ，1971年—），活躍於20世紀80年代的蘿莉塔偶像。雖有資料指出她的出生年月日不詳，但根據1984年的《平凡PUNCH》，當時她時齡13歲。
她的寫真集《心之顏》（心のいろ）跟《熠熠生辉的你》（君はキラリ）和《不可思議之國的少女 早見裕香》（不思議の国の少女 早見裕香）統稱為「英知三部曲」。

## 概論
織繪可南子除了《心之顏》之外就沒有其他的寫真集作品。那段時期的少女模特兒不少只留下一部作品就從此銷聲匿跡。
她的行踨自此就成為了一些都市傳說和謠言的焦點，甚至有傳指她已經自殺身亡。1992年的《Alice Club》表示，她的去向和謠言的真偽都無法得到證實。到了第二次蘿莉控熱潮（1990年代），過去不少的少女裸體寫真集又再被人發掘。在這波「掘寶潮」當中，她的寫真獲評為「寶物」。